# Códice de las Huelgas

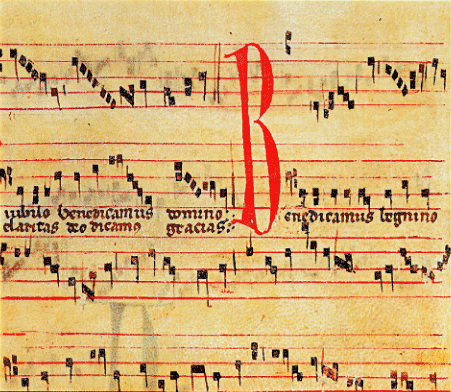
Códex de las Huelgas.

El Códice o Códex Musical de las Huelgas es un manuscrito medieval copiado a comienzos del siglo XIV en el monasterio cisterciense de monjas de clausura de Santa María la Real de las Huelgas, en Burgos. Contiene obras musicales pertenecientes a un periodo de la música medieval conocido como Ars antiqua. Es el único manuscrito polifónico de la Edad Media que todavía se conserva en el lugar de origen y pertenece a la misma orden donde fue copiado hace más de siete siglos.

## El manuscrito
El códice seguramente fue mandado copiar por la abadesa del Monasterio de las Huelgas, María González de Agüero. Como fue abadesa desde el 1319 al 1333, podemos deducir que fue durante esos años cuando se copió el manuscrito, seguramente hacia el año 1325. Posiblemente recoge todo el repertorio interpretado por las religiosas del monasterio desde su fundación, recogido ahora en único manuscrito para evitar su dispersión. La copia del manuscrito fue encargada al copista Johannes Roderici (Juan Rodríguez en castellano), quién es además el autor de algunas de las obras. Johannes Roderici también retocó algunos de los tenores originales de los motetes y transcribió las obras en notación mensural, lo cual ha facilitado la transcripción del códice a la notación moderna y ha ayudado en la transcripción de otros manuscritos en notación cuadrada.
El manuscrito fue descubierto en 1904 por los monjes benedictinos del Monasterio de Santo Domingo de Silos, Casiano Rojo y Luciano Serrano, cuando buscaban códices gregorianos. Sin embargo, fue dado a conocer por el musicólogo catalán Higinio Anglès en su trabajo El Còdex Musical de las Huelgas. Música a veus dels segles XIII-XIV, publicado en 1931, dónde se incluye la transcripción de la música. El descubrimiento puso de manifiesto la práctica de la composición y ejecución de la música polifónica en la península ibérica durante la Edad Media, cuestión que había estado en entredicho hasta entonces. También permitió reconsiderar como hispánicos otros manuscritos de los que no se tenía la certeza de su origen, como el Códice de Madrid. Posteriormente, en 1982, el musicólogo Gordon Athol Anderson realizó una nueva y controvertida transcripción del repertorio en su libro The Huelgas Manuscript, Burgos, Monasterio de Las Huelgas.
El códice consta de 170 folios y se compone de 19 cuadernillos. El tamaño es 260 x 180mm. La parte escrita varía desde los 153 x 132 mm. hasta 235 x 130 mm. Fruto de la última restauración del manuscrito, el musicólogo Ismael Fernández de la Cuesta, reordenó los cuadernillos del códice, situándolos en el orden correcto, por lo que el orden de las piezas actual difiere de la antigua distribución de Anglès. Así, los cuatro primeros cuaterniones contienen los organa, los diez siguientes los motetes y prosas y los últimos cuatro los conductus.

## Las obras

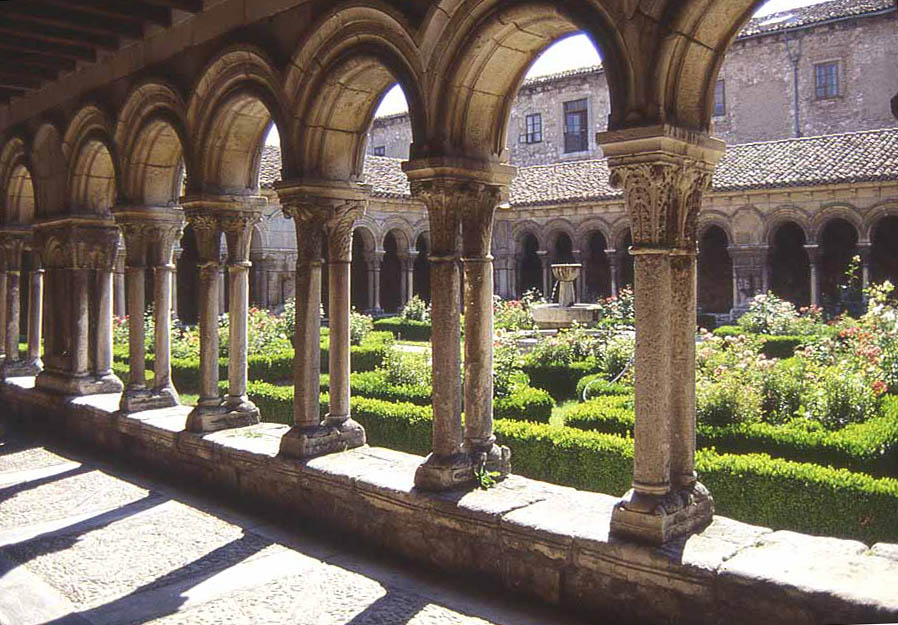
Monasterio de Santa María la Real de Las Huelgas. Las Claustrillas.

Contiene 186 piezas musicales compuestas originalmente desde el siglo XII hasta comienzos del siglo XIV. De ellas 7 carecen de música, por lo que en realidad tenemos solo 179 obras musicadas. Las formas musicales representadas abarcan casi todas las correspondientes al Ars Antiqua: motete, conductus, órganum y secuencia. Aproximadamente 145 de las piezas son polifónicas.
Podemos clasificar las 186 obras de la siguiente manera (clasificación de Anglès y Roberto Pla):
- 1 tropo para el Gloria. Sin música.
- 3 Graduales. Sin música.
- 3 versos aleluyáticos. Sin música.
- 32 conductus. De los cuales tenemos:
  - 2 a tres voces. Todos provienen de Notre-Dame
  - 15 a dos voces. De los cuales:
    - 9 provienen de Notre-Dame
    - 6 solo se dan en el Codex Las Huelgas. Entre ellos tenemos:
      - Casta Catholica. Es un doble-conductus
      - De Castitati thalamo
      - Ave Maria.

  - 15 a una voz. De los cuales:
    - 7 provienen de Notre-Dame
    - 1 también se encuentra en el Codex Montpellier
    - 1 es de Tortosa
    - 6 solo se dan en el Codex Las Huelgas. De ellos tenemos:
      - 4 planctus. Estos son cantos funerarios dedicados a personajes importantes. Son los siguientes:
        - Rex obit (Para Alfonso VIII de Castilla. † 1214)
        - Plange, Castella misera (Para Sancho III de Castilla. † 1158)
        - Quis dabit capiti meo (El destinatario permanece desconocido)
        - O monialis concio burgensis (Para la abadesa de las Huelgas María González de Agüero (María Gundisalvis). † 1335)

      - 2 antífonas oracionales. Son las siguientes
        - Omnium in te
        - Ihesu clementissime

- 31 secuencias o prosas. Podemos clasificarlas de la siguiente manera:
  - 2 son anteriores a Adam de St. Victor. Una es debida a un maestro alemán y la otra a uno francés.
  - 6 se encuentran también en otros manuscritos europeos anteriores o contemporáneos a Las Huelgas.
  - 6 se encuentran también en otros manuscritos sólo peninsulares.
  - 10 se encuentran también en otros manuscritos, pero el Codex Las Huelgas es el más antiguo que las incluye.
  - 7 se incluyen solo en Las Huelgas, entre las que podemos citar:
    - Novis cedunt vetera[1]
    - Flavit auster

- 54 partes de la misa. De ellas:
  - 5 Kyries. Dos son exclusivos del Codex Las Huelgas. Carecen de tropo.
  - 1 Ofertorio
  - 8 Sanctus. Uno carece de tropo. De los siete restantes, sólo dos a dos voces, aparecen en exclusiva en éste códice.
  - 9 Agnus Dei. Todos con tropo. Cinco son exclusivos del Codex Las Huelgas.
  - 31 Benedicamus Domino. De ellos:
    - 9 aparecen sin tropo.
    - 1 se presenta solo como tropo del Benedicamus, sin el Benedicamus previo.
    - 3 son ilegibles en el manuscrito.
    - De los 18 restantes:
      - 8 se encuentran en otros troparios europeos.
      - 10 se encuentran solo en el Codex Las Huelgas. De ellos:
        - 1 a una voz. Compuesto por Johannes Roderici.
        - 8 a dos voces. Dos de ellos compuestos por Johannes Roderici.
        - 1 a tres voces

- 59 motetes, que podemos clasificar de la siguiente forma:
  - 11 provienen de melismas polifónicos del repertorio de Notre-Dame
  - 15 se conocen por otros manuscritos de la Escuela de Notre Dame, pero en el Codex Las Huelgas se presentan de una forma más primitiva.
  - 5 se encuentran también en el Codex Montpellier.
  - 7 son de una época posterior y también se conocen por otros manuscritos.
  - 21 solo se encuentran en el Codex Las Huelgas.

- 1 Credo. Añadido posteriormente al manuscrito. Es el primer Credo polifónico (3 voces) del que se tiene noticia.
- 1 Solfeo a 2 voces. Añadido posteriormente al manuscrito. Constituye la primera lección de solfeo conocida.

Por el número de voces, 86 piezas son a dos voces, 49 a tres voces, 1 a cuatro voces. El resto son monódicas, grupo éste al que pertenecen la mayor parte de las secuencias, los conductus y los Benedicamus.
La música la encontramos tanto en partitura como en partes separadas. La notación, de tipo franconiana, no es unitaria y presenta algunas anomalías como la distribución de las voces y ligaduras en la voz de tenor de los motetes.

### Listado completo de obras
A continuación se detallan las obras del manuscrito (se sigue la numeración de Anglès). Los códigos de la columna de "Concordancias" con otros manuscritos y fragmentos se especifican más abajo. Los de la columna de "Grabaciones" se especifican en la sección de "Discografía".
| N.º Anglès | Folio        | Obra | Voces | Forma musical              | Concordanc.        | Grabaciones                                           | Comentarios                                                                                           |
| ---------- | ------------ | --- | ----- | -------------------------- | ------------------ | ----------------------------------------------------- | --- |
| 1          | 1            | Rex virginum amator Deus... eleyson (Cunctipotens genitor)                                              | 2     | organum                    | CAL                | DIS, SAR, LOZ, COD                                    | Kyrie                                                                                                 |
| 2          | 1v           | Conditor Kyrie omnium ymas... eleyson                                                                   | 2     | organum                    |                    |                                                       | Kyrie                                                                                                 |
| 3          | 2v           | Kyrie fons bonitatis                                                                                    | 2     | organum                    |                    | SIX, BES                                              | Kyrie                                                                                                 |
| 4          | 3v           | Kyrie eleyson                                                                                           | 2     | organum                    |                    | LIG                                                   | Kyrie                                                                                                 |
| 5          | 4            | Kyrie eleyson                                                                                           | 2     | organum                    |                    |                                                       | Kyrie                                                                                                 |
| 6          | 4            | Et in terra... Spiritus et alme orphanorum Paraclite                                                    | 3     | Gloria tropado             | MAB, BUR, BAR      | SIX, LOZ, LIG                                         | Gloria in excelsis Deo                                                                                |
| 7          | 5v           | Benedicta et venerabilis... Virgo Dei Genitrix                                                          | 2     | organum                    |                    | DIS                                                   | Tenor del gradual del común de las fiestas de la Virgen                                               |
| 8          | 6v           | Alleluia. Salve virgo mater Dei                                                                         | 2     | organum                    |                    | VOC, LIG                                              | Aleluya                                                                                               |
| 9          | 7            | Alleluia. Quae est ista tam formosa                                                                     | 2     | organum                    |                    | VOC                                                   | Aleluya                                                                                               |
| 10         | 7v           | Alleluia. Angelus Domini descendit de celo [Ave, gloriosa, plena gracie/Angelus Domini]                 | 2     | organum                    |                    |                                                       | Aleluya                                                                                               |
| 11         | 8            | (Sin texto)                                                                                             | 1     | Benedicamus Domino tropado |                    |                                                       | [Benedicamus, sane per omnia]                                                                         |
| 12         | 8v           | Recordare virgo mater... Ab hac familia tu propitia                                                     | 2     | organum                    | ORF                |                                                       | Ofertorio de algunas piezas de la Virgen                                                              |
| 13         | 9v           | Sanctus, sanctus, sanctus                                                                               | 2     | organum                    |                    |                                                       | Sanctus                                                                                               |
| 14         | 11           | Cleri cetus psallat letus (Tenor: Hosanna)                                                              | 2     | organum                    |                    | ATR, UNI                                              | Sanctus - Hosanna tropado                                                                             |
| 15         | 12           | Te laudant agmina iugiter celica (Tenor: Hosanna)                                                       | 2     | organum                    | ORF                |                                                       | Sanctus - Hosanna tropado                                                                             |
| 16         | 13v          | Clangat cetus iste letus (Tenor: Hosanna)                                                               | 2     | motete                     | ORF, TOR           |                                                       | Sanctus - Hosanna tropado                                                                             |
| 17         | 15           | Clangat hodie vox nostra melodum symphonia (Tenor: Hosanna)                                             | 2     | organum                    |                    |                                                       | Sanctus - Hosanna tropado                                                                             |
| 18         | 16v          | Sanctus divinum mysterium semper declaratur                                                             | 2     | organum                    |                    | DIS, HUE                                              | Sanctus tropado                                                                                       |
| 19         | 17           | Ave verum corpus natum de Maria virgine (Tenor: Sanctus)                                                | 2     | organum                    |                    | LIG                                                   | Sanctus - Hosanna tropado                                                                             |
| 20         | 18           | O Jesu salvator dulcis consolator (Tenor: Agnus)                                                        | 3     | organum                    |                    | DIS, EVF                                              | Agnus Dei tropado                                                                                     |
| 21         | 18           | Agnus Dei. Summa Patris virtus celorum factor                                                           | 2     | organum                    |                    |                                                       | Agnus Dei tropado                                                                                     |
| 22         | 19           | Gloriosa spes reorum Virgo morem instrue (Tenor: Agnus)                                                 | 2     | organum                    |                    |                                                       | Agnus Dei tropado                                                                                     |
| 23         | 19v          | Crimina tollis aspera mollis (Tenor: Agnus)                                                             | 2     | organum                    | RIP, ORF           | LOZ                                                   | |
| 24         | 19v          | Regula moris mater honoris (Tenor: Agnus)                                                               | 3     | organum                    |                    | NLC, COD                                              | Agnus Dei tropado                                                                                     |
| 25         | 20           | Mortis dira ferens ut nostra pianda piares (Tenor: Agnus)                                               | 2     | motete                     |                    |                                                       | Agnus Dei tropado                                                                                     |
| 26         | 20v          | Christi pacientia mortem morte propria (Tenor: Agnus)                                                   | 3     | organum                    |                    | EVF                                                   | Agnus Dei tropado                                                                                     |
| 27         | 20v          | Christi miseratio sanguine nos proprio (Tenor: Agnus)                                                   | 3     | organum                    |                    | ATR, UNI                                              | Agnus Dei tropado                                                                                     |
| 28         | 21           | Exultet hec concio magno cum tripudio (Tenor: Agnus)                                                    | 3     | organum                    |                    | HUE                                                   | Agnus Dei tropado                                                                                     |
| 29         | 21           | Benedicamus Domino cum cantico cum iubilo                                                               | 3     | organum                    |                    | SEQ, MUA, POL                                         | Benedicamus Domino tropado                                                                            |
| 30         | 21v          | Benedicamus Domino                                                                                      | 2     | organum                    |                    |                                                       | Benedicamus Domino                                                                                    |
| 31         | 22           | Catholicorum concio summi cum gaudio (Tenor: Benedicamus)                                               | 2     | organum                    |                    | ATR, SEQ, DIS, TRE, SAR, VOC, FLE*, CLE*              | Benedicamus Domino tropado                                                                            |
| 32         | 22v          | Benedicamus Domino                                                                                      | 2     | organum                    |                    |                                                       | Benedicamus Domino                                                                                    |
| 33         | 22v          | Benedicamus devotis mentibus                                                                            | 2     | organum                    | CAL                |                                                       | Benedicamus Domino tropado                                                                            |
| 34         | 23           | Qui nos fecit ex nichilo Patri eius (Tenor: Benedicamus)                                                | 2     | organum                    |                    | SEQ                                                   | Benedicamus Domino tropado                                                                            |
| 35         | 23v          | Exultemus et letemur hodie resurrexit rex (Tenor: Benedicamus)                                          | 2     | organum                    |                    | ATR                                                   | Benedicamus Domino tropado                                                                            |
| 36         | 24           | Benedicamus. His est enim precursor et magnus Iohannes (Tenor: Benedicamus)                             | 2     | organum                    |                    | SEQ                                                   | Benedicamus Domino tropado                                                                            |
| 37         | 24v          | Benedicamus Domino                                                                                      | 2     | organum                    |                    |                                                       | Benedicamus Domino. Falta el tenor                                                                    |
| 38         | 25           | Verbum Patris hodie processit ex virgine (Tenor: Benedicamus)                                           | 2     | organum                    |                    | SEQ, ALB                                              | Benedicamus Domino tropado                                                                            |
| 39         | 25v          | Benedicamus. Benigno voto qui cuncto preside mundo                                                      | 2     | organum                    | CAL                | FLE                                                   | Benedicamus Domino                                                                                    |
| 40         | 25v          | Benedicamus Domino                                                                                      | 3     | organum                    |                    | HUE                                                   | Benedicamus Domino                                                                                    |
| 41         | 26v          | Verbum Patris hodie processit ex virgine (Tenor: Benedicamus)                                           | 2     | organum                    |                    | WAV                                                   | Benedicamus Domino tropado                                                                            |
| 42         | 27           | Haec est mater Domini sanctissima (Tenor: Benedicamus)                                                  | 2     | conductus                  |                    | TRE, EVF, DIF                                         | Benedicamus Domino tropado                                                                            |
| 43         | 28           | Resurgentis Domini Pascha celebratur (Tenor: Benedicamus)                                               | 3     | organum                    |                    | ATR, SEQ, DIS, EVF, UNI                               | Benedicamus Domino tropado                                                                            |
| 44         | 29v          | Benedicamus Domino                                                                                      | 2     | organum                    |                    |                                                       | Benedicamus Domino                                                                                    |
| 45         | 30           | Benedicamus Domino                                                                                      | 2     | organum                    |                    |                                                       | Benedicamus Domino                                                                                    |
| 46         | 30           | Omnes de Saba. Surge et                                                                                 | 2     | organum                    |                    | VOC                                                   | Gradual de la fiesta de Epifanía                                                                      |
| 47         | 31           | Propter veritatem. Audi filia                                                                           | 3     | organum                    |                    | DIF                                                   | Gradual                                                                                               |
| 48         | 12           | Celeste preconium sonet vox fidelium (Tenor: Hosanna)                                                   | 2     | organum                    |                    | LOZ                                                   | Sanctus - Hosanna tropado                                                                             |
| 49         | 32v          | Benedicamus Domino                                                                                      | 2     | organum                    |                    |                                                       | Benedicamus Domino tropado                                                                            |
| 50         | 33           | Promereris summe laudis tu que Deum ventre claudis                                                      | 2     | prosa                      | ORF, TOR           |                                                       | |
| 51         | 33v          | In virgulto gratie arbor pudicitie                                                                      | 2     | prosa                      |                    | CLE, FRA                                              | |
| 52         | 34v          | Maria virgo virginum ora pro nobis Dominum                                                              | 2     | prosa                      |                    | SEQ, DIS, LOZ, UNI, FLE, OBS                          | |
| 53         | 35v          | Salve sancta Christi parens                                                                             | 2     | prosa                      |                    | LOZ, BES, LIG                                         | |
| 54         | 36v          | Verbum bonum et suave personemus illud ave                                                              | 2     | prosa                      |                    | NLC, MIC, COD                                         | |
| 55         | 38v          | Aeterni numinis mater et filia                                                                          | 1     | prosa                      | ORF                | BIN, BES                                              | |
| 56         | 40           | Novis cedunt vetera, cellant terre viscera                                                              | 1     | prosa                      |                    | ATR, VOC, DSM                                         | |
| 57         | 41v          | Virgo sidus aureum sidus et decorum                                                                     | 1     | prosa                      |                    | SEQ, LOZ, UNI, DIF                                    | |
| 58         | 45           | Flavit auster flatu leni ventris aulam Deo pleni                                                        | 1     | prosa                      |                    | ATR, HUE, MOR, VOC, UNI, FIG, DSM                     | |
| 59         | 46v          | Eya mater fidelium Ave regina gloriae splendor celestis curiae                                          | 1     | prosa                      |                    | HUE, EWI                                              | |
| 60         | 48           | Angelorum laude digna virgo clemens et benigna                                                          | 2     | prosa                      |                    | BIN, DSM                                              | |
| 61         | 51           | Stabat iuxta Christi crucem stabat videns                                                               | 1     | prosa                      |                    | SEQ, DIS, REN, EST, ROS                               | |
| 62         | 52v          | In sapientia disponens omnia eterna deitas                                                              | 1     | prosa                      | BCE, MBN, LER      | DIS, REN, FLO                                         | |
| 63         | 54v          | Victimae paschali laudes                                                                                | 2     | prosa                      |                    | CAM, DIS, SIX, SAR                                    | |
| 64         | 56           | Personnarum Trinitatem et nature unitatem                                                               | 1     | prosa                      | BUR                |                                                       | |
| 65         | 57v          | Cetus apostolici festa recolentes                                                                       | 1     | prosa                      |                    | VOC                                                   | |
| 66         | 58v          | Caeli solem imitantem in occasu triunphantes                                                            | 1     | prosa                      | BCE, TOL, TOR, URG |                                                       | |
| 67         | 60           | Iucundare plebs fidelis, cuius pater est in celis                                                       | 1     | prosa                      | BCE, TOR           | BES, NBE                                              | |
| 68         | 61           | Ex agone sanguinis. Arcem scandit culminis                                                              | 2     | prosa                      |                    | HUE*                                                  | |
| 69         | 63           | Elizabeth Zachariae magnum virum in hac die                                                             | 1     | prosa                      | BCE, TOR           |                                                       | |
| 70         | 65           | Confessorum agonia modulata symphonia                                                                   | 1     | prosa                      |                    | FLE                                                   | |
| 71         | 65v          | Rex eterne maiestatis cuius sceptrum potestatis                                                         | 1     | prosa                      |                    |                                                       | |
| 72         | 67           | Virgines egregie Virgines sacrate                                                                       | 1     | prosa                      | TOR, BCE           | FLE                                                   | |
| 73         | 68           | Ad honorem salvatoris intus corde voce foris                                                            | 1     | prosa                      |                    | ALC                                                   | |
| 74         | 70           | Ad celsi connubia regis virgo regia                                                                     | 1     | prosa                      |                    |                                                       | |
| 75         | 71v          | De Christi corpore tanta sollemnia                                                                      | 1     | prosa                      |                    |                                                       | |
| 76         | 73v          | Gaude virgo plena Deo de qua natus fortis leo                                                           | 1     | prosa                      |                    | FLE                                                   | |
| 77         | 75           | Dolens auctor omnium mundi de peccatis                                                                  | 1     | prosa                      |                    |                                                       | |
|            | 71v          | De christi corpore tanta sollemnia                                                                      | 1     | prosa                      |                    |                                                       | |
| 78         | 76           | Laudes aeterni luminis celestis armonia. Laudes Hincmari                                                | 1     | prosa                      | TAR                |                                                       | |
| 79         | 78           | Intra viridarium virginale lilium                                                                       | 2     | prosa                      |                    | DSM                                                   | |
| 80         | 80           | Salve regina glorie mater stella maris                                                                  | 2     | prosa                      |                    | SEQ, DIS, SAR, LOZ, FLE, NYE, CLE                     | |
| 81         | 82           | Belial vocatur diffusa calliditas                                                                       | 4     | motete                     |                    | NLC, HUE, CEL, MOR, VOC, UNI, DIF                     | |
| 82         | 83           | Dum superbit impius et pauper incenditur                                                                | 3     | motete (conductus-motete)  |                    |                                                       | |
| 83         | 84v          | Alta bovi et leoni aquile volanti                                                                       | 3     | motete (conductus-motete)  | MAD                | NLC, TRE, COD, BES, FLE, LIG                          | |
| 84         | 85           | Sicut a prophetis spiritu repletis (Tenor: Propter)                                                     | 3     | motete (conductus-motete)  |                    | ZOR                                                   | |
| 85         | 87           | Gaude chorus ommium fidelium rosa fragrans (Tenor: Angelus)                                             | 3     | motete (conductus-motete)  |                    |                                                       | |
| 86         | 88           | Veni vena venie vite via (Tenor: Et in fines)                                                           | 3     | motete (conductus-motete)  | MAD                |                                                       | |
| 87         | 89           | Mundi dolens de iactura patris miseratio                                                                | 3     | motete (conductus-motete)  |                    | SEQ, DIS, SAR                                         | |
| 88         | 90           | Mulier misterio sterilis mire fit (Tenor: Mulierum)                                                     | 2     | motete                     |                    |                                                       | |
| 89         | 90v          | Agmina militie celestis (Tenor: Agmina)                                                                 | 3     | motete (conductus-motete)  |                    |                                                       | La melodía proviene de la canción provenzal "L'autrier cuidai aver druda"                             |
| 90         | 92           | Non orphanum te deseram sed efferam                                                                     | 2     | motete                     |                    |                                                       | |
| 91         | 93           | Surrexit de tumulo fulgens plus quam stella                                                             | 2     | conductus                  |                    | NLC, VOC, FLE                                         | |
| 92         | 94           | Splendidus regis thronus solaris Leo bos et aquila regalis                                              | 3     | motete doble               |                    | BES                                                   | |
| 93         | 94v          | O quam sancta quam benigna (Tenor: El gaudebit)                                                         | 2     | motete                     |                    |                                                       | |
| 94         | 95           | Honor triumphantis ecclesie                                                                             | 3     | motete (conductus-motete)  |                    |                                                       | |
| 95         | 95v          | Patrum sub imperio status stat ecclesiae (Tenor: Pro patribus)                                          | 3     | motete (conductus-motete)  |                    |                                                       | UNI                                                                                                   |
| 96         | 96           | In omni fratre tuo non habeas fiduciam (Tenor: In seculum)                                              | 2     | motete                     |                    |                                                       | |
| 97         | 97           | Crucifigat omnes Domini crux altera                                                                     | 2     | conductus                  |                    | HUE, BES, IOC                                         | |
| 98         | 98           | Ad celi sublimia et promissa gaudia (Tenor: Et regnabit)                                                | 2     | motete                     | MAD                |                                                       | |
| 99         | 98v          | Ave caro splendida plus quam solis radius                                                               | 3     | motete (conductus-motete)  |                    |                                                       | |
| 100        | 99v          | Virgo parit puerum integro pudore Nova salus hominis nata nobis hodie (Tenor: Benedicamus)              | 3     | motete doble               |                    | ATR                                                   | |
| 101        | 100v         | Ave (Salve) virgo regia Mater clementie Ave gloriosa mater salvatoris (Tenor: Domino)                   | 3     | motete doble               |                    | DIS, CLE                                              | |
| 102        | 101v         | Novus miles sequitur viam novi regis                                                                    | 2     | conductus                  | MAD                | MIC, RIT, CHI                                         | |
| 103        | 102          | O Maria virgo regia tu stella clara rutilans Organica cantica nostra psallat cantica                    | 3     | motete doble               |                    | TRE, FLE, LIG                                         | |
| 104        | 102v         | O Maria virgo davidica O Maria maris stella (Tenor: Et veritate)                                        | 3     | motete                     | HUE, TRE, MOR      |                                                       | Triplum variable                                                                                      |
| 105        | 103v         | Parit preter morem creata creatorem                                                                     | 2     | conductus                  | MAD                | FLE                                                   | |
| 106        | 105          | Benedicite. Dominus. Gustate et videte Benedicite. Dominus. Edent pauperes (Tenor: Aptatur)             | 3     | motete doble               |                    |                                                       | |
| 107        | 105v         | Res nova mirabilis Virgo semper Virgo decus castitatis virgo regia                                      | 3     | motete doble               |                    |                                                       | |
| 108        | 106v         | Salve virgo virginum, salve lumen luminum O dulcissima virgo mater Domini (Tenor: Aptatur)              | 3     | motete doble               |                    | TRE, DIF                                              | |
| 109        | 107v         | Et florebit lilium flos Libani (Tenor: Et florebit)                                                     | 2     | motete                     |                    |                                                       | Falta el tenor                                                                                        |
| 110        | 108          | Idola dum subdola mons sequitur                                                                         | 2     | motete                     |                    |                                                       | Falta el tenor                                                                                        |
| 111        | 109          | Tres sunt causa conferendi bonum in ecclesia                                                            | 2     | motete                     |                    |                                                       | |
| 112        | 109v         | Virgo virginum salus hominum                                                                            | 2     | motete                     |                    | CEL                                                   | |
| 113        | 110          | Mulierum hodie maior natus oritur (Tenor: Mulierum)                                                     | 2     | motete                     |                    |                                                       | |
| 114        | 110v         | Mulieris marcens venter dum virescit                                                                    | 2     | motete                     |                    |                                                       | |
| 115        | 111          | Divinarum scripturarum latens tegmine (Tenor: Filia)                                                    | 2     | motete                     | MAD                |                                                       | |
| 116        | 111          | Omnipotens fecit grandia mirabilia                                                                      | 2     | motete                     | MAD                | UNI                                                   | |
| 117        | 111v         | Tu claviger eteris magister ceteris                                                                     | 2     | motete                     |                    |                                                       | El tenor está borrado                                                                                 |
| 118        | 112          | Laus tibi salus hominum Laus tibi virgo virginum (Tenor: Et vide)                                       | 3     | motete doble               |                    |                                                       | |
| 119        | 112v         | In seculum artifex seculi In seculum supra mulieres (Tenor: In seculum)                                 | 3     | motete doble               |                    | DIS, ANI                                              | |
| 120        | 113          | Gaude (salve) virgo nobilis Maria Verbum caro factum est (Tenor: Et veritate)                           | 3     | motete doble               |                    | DIS                                                   | |
| 121        | 113v         | Ave regina celorum ave domina Alma redemptoris mater que pervia (Tenor: Alma)                           | 3     | motete doble               |                    |                                                       | Autor: Hermannus Contractus                                                                           |
| 122        | 114          | O Maria decus angelorum sublevatrix De virgula vero inicio irrigua (Tenor: Et confitebor)               | 3     | motete doble               |                    |                                                       | |
| 123        | 114v         | Psallat chorus in novo carmine organico Eximie pater egregie rector pie (Tenor: Aptatur)                | 3     | motete doble               |                    | SEQ, SAR, COD, LIG                                    | |
| 124        | 115          | Celi domina quam sanctorum agmina Ave virgo virginum ave lumen luminum (Tenor: Et super)                | 3     | motete doble               |                    |                                                       | |
| 125        | 115          | Ave lux luminum, ave splendor Salve virgo rubens rosa sola Christi                                      | 3     | motete doble               |                    |                                                       | |
| 126        | 116          | Claustrum pudicitie Virginis triclinium Virgo viget melius dum peperit (Tenor: Flos filius)             | 3     | motete doble               |                    | CJO, FLE                                              | |
| 127        | 116v         | Amor vincens omnia potentia Marie preconio devocio (Tenor: Aptatur)                                     | 3     | motete doble               | ORF                |                                                       | |
| 128        | 117v         | Ex semine Abrae divino moderamine Ex semine rosa prodit spine (Tenor: Ex semine)                        | 3     | motete doble               |                    |                                                       | |
| 129        | 118v         | O Plangant nostri prelati rebus suis viduati (Tenor: Omnes)                                             | 2     | motete                     |                    | SEQ, MAU                                              | |
| 130        | 119          | Salve porta regni glorie lux gratie Salve salus gentium, Maria, fidelium (Tenor: Salve Sancta Parens)   | 3     | motete doble               |                    | DIS, CEL, UNI, CJO, FLE, OBS                          | Introito del común de la Virgen                                                                       |
| 131        | 119          | Deo confitemini qui sua clementia (Tenor: Domino)                                                       | 2     | motete                     | MAD                |                                                       | |
| 132        | 119          | Ex illustri nata prosapia... sponsa Christi Ex illustri nata prosapia... et nobilis                     | 3     | motete doble               |                    | ATR, NLC, SEQ, HUE, MOR, VOC, COD, FLE, ZOR, MAU      | |
| 133        | 129v         | Iam nubes dissolvitur Iam novum sidus oritur (Tenor: Solem)                                             | 3     | motete doble               |                    | DIS, TRE, ANI                                         | |
| 134        | 121v         | Casta catholica cantent connubia. Da dulcis domina dulcoris dulcia                                      | 2     | conductus doble            |                    | ATR, SEQ, HUE, MOR, VOC, FRA                          | |
| 135        | 122v         | Ave verum corpus natum de Maria Virgine Ave vera caro Christi                                           | 3     | motete                     |                    |                                                       | |
| 136        | 123v         | Ave caro splendida plus quam solis radius Salve salus redemptorium tuo Christe sanguine                 | 3     | motete doble               |                    |                                                       | |
| 137        | 124v         | O Maria Maris stella plena gratie O Maria Dei cella splendor glorie (Tenor: Veritatem)                  | 3     | motete doble               |                    | HUE, LOZ, AMA, EUN                                    | |
| 138        | 124v         | Ave caro splendida plus quam solis radius Ave verum corpus natum                                        | 3     | motete doble               |                    |                                                       | |
| 139        | 125v         | O plena gratie dum beneficia (Tenor: Omnes)                                                             | 2     | motete                     |                    | SEQ                                                   | |
| 140        | 126          | In veritate comperi quod sceleri (Tenor: Veritatem)                                                     | 2     | motete                     |                    | CJO                                                   | |
| 141        | 127v         | Clama ne cesses Syon filia (Tenor: Alleluia)                                                            | 2     | motete                     |                    |                                                       | |
| 142        | 127v         | Homo miserabilis tu numquam stabilis (Tenor: Brumas est mors)                                           | 2     | motete                     |                    | HUE                                                   | |
| 143        | 128          | Ecclesie princeps et domine (Tenor: Et confitebor)                                                      | 2     | motete                     |                    |                                                       | |
| 144        | 129          | Benedicamus Domino                                                                                      | 3     | organum                    |                    |                                                       | Benedicamus Domino                                                                                    |
| 145        | 131          | De castitatis thalamo ventrem virginalem                                                                | 2     | conductus                  |                    | DAN, ATR, MOR, LOZ, UNI, FLE, NYE, ALB                | |
| 146        | 132          | Quod promisit ab eterno die solvit hodierno                                                             | 2     | conductus                  | MAD                |                                                       | |
| 147        | 134          | Flos de spina procreatur et flos flore fecundatur                                                       | 2     | conductus                  | MAD                | TRE                                                   | |
| 148        | 137          | Columbe simplicitas fel horret molitie                                                                  | 2     | conductus                  |                    | BES                                                   | |
| 149        | 138          | Soli nitorem equori pugillum adde laticis                                                               | 2     | conductus                  |                    |                                                       | |
| 150        | 139v         | Parens patris natique filia virgo mater                                                                 | 2     | conductus                  |                    | AUR                                                   | |
| 151        | 140v         | O gloriosa Dei genitrix virgo semper Maria                                                              | 2     | conductus                  |                    | SEQ, TRE, MOR, VOC, DIF, FOR                          | |
| 152        | 143          | Dum sigillum summi Patris signatum divinitus                                                            | 2     | conductus                  |                    | BIN                                                   | |
| 153        | 145          | Ave maris stella virgo decus virginum                                                                   | 3     | conductus                  | MAD                | DIS, TRE, FOR, TAP                                    | |
| 154        | 147          | Mater patris et filia mulierum letitia                                                                  | 3     | conductus                  | MAD                | SEQ, AN4                                              | |
| 155        | 150v         | Ergo agnus veri Dei magne magnus dator spei                                                             | 2     | conductus                  | MAD                |                                                       | |
| 156        | 151v         | Ave Maria gratia plena Dominus tecum                                                                    | 2     | conductus                  | MAD                | ATR, SEQ, VOC, CJO, AN4, DSM                          | |
| 157        | 166          | Mellis stilla, maris stella rosa primula                                                                | 3     | motete (conductus-motete)  |                    |                                                       | |
| 158        | 167          | Si vocatus ad nuptias advenias                                                                          | 1     | conductus                  |                    |                                                       | |
| 159        | 167          | Omnium in te Christe credentium terge sordes                                                            | 1     | conductus                  |                    | ATR                                                   | |
| 160        | 167          | In hoc ortus occidente sol emergens de torrente                                                         | 1     | conductus                  |                    |                                                       | |
| 161        | 167v         | Audi pontus audi tellus audi maris                                                                      | 1     | conductus                  |                    | SEQ, DIS, CEL, SAR, FLE, REN                          | |
| 162        | 157          | Bonum est confidere in dominorum domino                                                                 | 1     | conductus                  |                    | MAU                                                   | |
| 163        | 157v         | Ve mundo a scandalis ve nobis ut acephalis                                                              | 1     | conductus                  |                    |                                                       | |
| 164        | 158          | Veni redemptor gentium, creator spiritus. (Sanctus)                                                     | 1     | conductus                  | TOR                | DIS, FLE                                              | |
| 165        | 158          | Fontis in rivulum sapor ut defluit                                                                      | 1     | conductus                  |                    | DOR, ALC                                              | |
| 166        | 158v         | Homo natus ad laborem tui status                                                                        | 1     | conductus                  |                    |                                                       | |
| 167        | 161          | Iesu clementissime qui in diluvio Noe reservasti                                                        | 1     | conductus                  |                    | ATR                                                   | |
| 168        | 161v         | Ergo vide ne dormias set vigilans                                                                       | 1     | conductus                  |                    |                                                       | |
| 169        | 161          | Rex obiit et labitur Castelle gloria                                                                    | 1     | conductus                  |                    | ATR, SFM, NLC, SEQ, THE, VOC, WIT, PAN, CAT           | Planctus por la muerte del rey Alfonso VIII de Castilla († 1214)                                      |
| 170        | 159          | Quis dabit capiti meo aquam et occulis meis                                                             | 1     | conductus                  |                    | ATR, SFM, NLC, SEQ, THE, MOR, VOC, WIT, CAT           | Planctus. El destinatario es desconocido                                                              |
| 171        | 159v         | O monialis concio Burgensis plange filiam                                                               | 1     | conductus                  |                    | ATR, SFM, NLC, SEQ, TRE, THE, VOC, WIT, CAT           | Planctus por la muerte de la abadesa del Monasterio de Las Huelgas, María González de Agüero († 1335) |
| 172        | 160          | Plange Castella misera plange pro rege Sancio                                                           | 1     | conductus                  |                    | ATR, SFM, NLC, SEQ, EWI, THE, VOC, UNI, WIT, ALT, CAT | Planctus por la muerte del rey Sancho III († 1158)                                                    |
| 173        | 160v         | Benedicamus sane per omnia non est res                                                                  | 1     | Benedicamus Domino tropado |                    | ATR                                                   | Autor: Johannes Roderici                                                                              |
| 174        | 162          | In hoc festo gratissimo corde letemur intimo                                                            | 2     | Benedicamus Domino tropado |                    | SEQ                                                   | Autor: Johannes Roderici                                                                              |
| 175        | 165          | Benedicamus sane per omnia non est res                                                                  | 1     | Benedicamus Domino tropado |                    |                                                       | |
| 176        | 165, 153-154 | [Credo in unum Deum] Patrem omnipotentem                                                                | 3     | Credo                      | BNA                | SIX                                                   | |
| 177        | 154v         | Fa fa mi fa mi re mi Ut re mi ut re mi                                                                  | 2     | Pieza de solfeo            |                    | NLC, SEQ, DIS, TRE, VOC                               | |
| 178        | 155          | Benedicamus. O quam sanctum                                                                             | 1     | Benedicamus Domino tropado |                    |                                                       | Autor: Johannes Roderici                                                                              |
| 179        | 155v         | Iste est Iohannes                                                                                       | 1     | Benedicamus Domino tropado |                    |                                                       | |
| 180        | 156          | O speculum monachorum                                                                                   | 1     | Benedicamus Domino tropado |                    |                                                       | |
| 181        | 156v         | Benedicamus. O quam pretiosum lignum                                                                    | 1     | Benedicamus Domino tropado |                    |                                                       | Ilegible                                                                                              |
| 182        | 163          | Iste est Iohannes                                                                                       | 1     | Benedicamus Domino tropado |                    |                                                       | |
| 183        | 163v         | Benedicamus Virgini matri                                                                               | 2     | organum                    |                    | ATR, SEQ, CEL, SAR, VOC                               | Benedicamus Domino tropado Autor: Johannes Roderici                                                   |
| 184        | 163v         | Benedicamus. O quam pretiosum lignum Aeterni numinis mater et filia. De Christi corpore tanta sollemnia | 1     | Benedicamus Domino tropado |                    |                                                       | |
| 185        | 164v         | Perhibentur cunctis rerum                                                                               | 1     | Benedicamus Domino tropado |                    |                                                       | |
| 186        | 168          | Benedicamus. Hic est enim precursor                                                                     | 1     | Benedicamus Domino tropado |                    | LIG                                                   | |

(*) Versión instrumental
Concordancias con otros manuscritos y fragmentos:
- RIP - Barcelona, Archivo de la Corona de Aragón, Ripoll 139 (Fragmento procedente del Monasterio de Ripoll)
- BAR - Barcelona, Biblioteca Central, M. 853
- BCE - Barcelona, Biblioteca Central, M. 911
- ORF - Barcelona, Biblioteca del Orfeó Catalá, Ms. 1
- BUR - Burgos, Archivo de la Catedral, Ms. 61. Fragmento 2
- LER - Lérida, Archivo de la Catedral, Ms. 8
- MBN - Madrid, Biblioteca Nacional, Mss. 19421
- MAB - Madrid, Biblioteca Nacional, Mss. 20324
- MAD - Madrid, Biblioteca Nacional, Mss. 20486 (Codex de Madrid)
- BNA - Madrid, Biblioteca Nacional, Mss. V 21-8
- CAL - Santiago de Compostela, Archivo de la Catedral (Codex Calixtinus)
- URG - Seo de Urgel, Iglesia de la Piedad. "Missale mixtum". "Prosarium"
- TAR - Tarragona, Archivo diocesano, cód. 39
- TOL - Toledo, Biblioteca Capitular, Ms. 35.10
- TAC - Tortosa, Archivo de la Catedral, Ms. 133
- TOR - Tortosa, Archivo de la Catedral, Ms. 135

Las obras compuestas con seguridad por Johannes Roderici, que llevan la inscripción "Johannes Roderici me fecit" son las siguientes cuatro:
173. Benedicamus, sane per omnia
174. In hoc festo gratissimo
178. Benedicamus, o quam sanctum
183. Benedicamus virgini matri
Hay otras tres que, aunque son anónimas, podrían también deberse a J. Roderici:
179. Iste est Iohannes
181. Benedicamus, o quam preciosum
182. Iste est Iohannes

## Discografía
La siguiente discografía se ha ordenado por año de grabación, pero la referencia es la de la edición más reciente en CD. No se incluyen las recopilaciones, sólo los discos originales.
- 1954 - [DAN] Masterpieces of Music before 1750, vol. 1. An Anthology of Musical Examples from Gregorian Chant to J.S. Bach. Women's Voice of the University of Copenhagen. Niels Møller. Haydn Society recording HSCD 9038.
- 1970 - [ATR] El Códice de las Huelgas (S.XII-XIV). Coro de monjas del Monasterio de las Huelgas. Atrium Musicae de Madrid. Gregorio Paniagua. JL. Ochoa de Olza. Colección de Música Antigua Española. Hispavox.
- 1972 - [WAV] Las Cantigas de Santa Maria. Songs and Instrumental Music From the Court of Alfonso X. The Waverly Consort. Michael Jaffee. Vanguard Classics 082 013 71.
- 1973 - [CAM] Osterfestkreis. Chant grégorien pour le temps pascal. Capella Antiqua de Múnich. Konrad Ruhland. Philips 426 840-2.
- 1976 - [SFM] Planctus. Studio der frühen Musik. EMI "Reflexe" 1C 063-30 129 (LP). . Edición en CD junto con otras grabaciones en: Reflexe Vol. 5 - Stationen Europäischer Musik.
- 1982 - [POL] Ultreia !. Sur la route de Saint-Jacques-de-Compostelle. Ensemble de musique ancienne Polyphonia Antiqua. Yves Esquieu. Pierre Vérany PV 7 90 042.
- 1987 - [RIT] Rituel. Sacred chants from the early Capetian era. Gregorian chants & polyphonies. Ensemble Venance Fortunat. Anne-Marie Deschamps. L'empreinte digitale ED 13154.
- 1987 - [CHI] Music of The Age of Chivalry. Mary Remnant, Petronella Dittmer, Mathew Hart Dyke. Soundalive Music SAMMT/CD 101.
- 1989 - [NLC] The Pilgrimage to Santiago. New London Consort. Philip Pickett. L'Oiseau-Lyre.
- 1989 - [ALC] Visions and Miracles. Gallician and Latin sacred songs from 13th-century Spain. Ensemble Alcatraz. Nonesuch 7 9180-2.
- 1990 - [EST] Ave maris stella. Marienverehrung im Mittelalter. Estampie "Münchner Ensemble für frühe Musik". Christophorus CHR 77 107.
- 1991 - [NBE] Wanderer's Voice. Medieval Cantigas & Minnesang. The Newberry Consort. Harmonia mundi HMU 90 7082.
- 1992 - [SEQ] Codex Las Huelgas. Sequentia. Barbara Thornton, Benjamin Bagby. Deutsche Harmonia Mundi 05472 77238 2.
- 1992 - [DIS] Femmes mystiques, XIIIe Siecle. Codex Las Huelgas. Discantus. Brigitte Lesne. Opus 111 OPS 30-68.
- 1993 - [HUE] Codex Las Huelgas. Huelgas Ensemble. Paul van Nevel. Sony SK 53 341.
- 1993 - [BIN] Ecole de Notre-Dame de Paris. Permanence et Rayonnement XIIe, XIIIe et XIVe siècles. Ensemble Gilles Binchois. Dominique Vellard. Harmonic 9349.
- 1993 - [ALB] A Rose of Swych Virtu. Reverence from the Renaissance and the Middle Ages. Música Antigua de Albuquerque. Dorian Discovery DIS-80104.
- 1994 - [CEL] Celi Domina. El culto a la Virgen en la música de la Edad Media. Alia Mvsica. Miguel Sánchez. Gober G-30595-2.
- 1994 - [SIX] Haec Dies. Easter at Notre Dame Paris c1220. Les Six. Move MD 3144.
- 1994 - [FRA] Llibre Vermell de Montserrat - Cantigas de Santa Maria. Alla Francesca. Opus 111 30-131.
- 1994 - [ANI] Sacred Music of the Middle Ages. Hildegard von Bingen (1098-1179) and Others. Anima. SAP001.
- 1994 - [REN] The Ring of Creation. The Renaissance Players. Winsome Evans. Walsingham WAL 8005-2.
- 1994 - [SIN] Beyond Plainsong. Tropes and Polyphony in the Medieval Church. Pro Arte Singers. Thomas Binkley. Focus 943.
- 1995 - [MIC] In Festa. Calendimaggio di Assisi. Ensemble Micrologus. Micrologus 0001.
- 1995 - [FLO] Magnificentia Iberica. Music of Medieval Spain. Florata. Tim Rayborn. AS&V Gaudeamus 144.
- 1995 - [ALT] Iberian garden, vol. 2. Jewish, Christian and Muslim Music in Medieval Spain. Altramar. Dorian Discovery DIS-80 158.
- 1995 - [EBO] Barcelona Mass / Song of the Sibyl. Obsidienne. Emmanuel Bonnardot. Opus 111 30-130.
- 1996 - [EWI] Du Grégorien à Pérotin. Ensemble Witiza. Arsonor 001-2.
- 1996 - [ZOR] Polyphonics. Zorgina Vocalensemble. Ohmnibus Records 2000-15.
- 1996 - [DOR] Echoes of Spain. Galician-Portuguese music of the Middle Ages. Sonus Ensemble. Dorian Discovery 80154.
- 1997 - [TRE] Le Codex Las Huelgas. Chants polyphoniques espagnols du XIIIe siècle. Ensemble Tre Fontane y Dames de Choeur.    Alba musica AL 0397.
- 1997 - [SAR] Fallen Women. Women as Composers and Performers of Medieval Chant. Arab-Byzantine Chant. Sarband.  Jaro 4210-2. Dorian 93235.
- 1997 - [THE] Monastic Song. 12th Century Monophonic Chant, Peter Abelard, Codex Las Huelgas. Theatre of Voices. Paul Hillier. Harmonia Mundi USA HMU 90 7209.
- 1997 - [TAP] Hildegard von Bingen - Celestial light. Chant of Hildegard von Bingen, Medieval polyphony. Tapestry. Laurie Monahan. Telarc CD-80456.
- 1998 - [MOR] Chants d'Hildegard von Bingen - Manuscrit de Las Huelgas. Mora Vocis. Mathoeus 98 R 2. Mandala 4951.
- 1998 - [EVF] Chants mystiques des abbayes cisterciennes. Ensemble Venance Fortunat. Anne-Marie Deschamps.  L'Empreinte digitale ED 13 106.
- 1998 - [VOC] Codex Las Huelgas - Polifonía inédita. Voces Huelgas. Luis Lozano. Sony SK 60844.
- 1998 - [LOZ] Codex Las Huelgas - Misa Santa Maria la Real. Voces Huelgas. Luis Lozano. Sony SK 60846.
- 1998 - [COD] Por que trobar é cousa en que iaz. Martín Códax. Grupo de Música Antigua de Compostela. Fernando Olbés, Miguel A. López. Clave Punteiro 9107.
- 1998 - [MAU] Musica Cathedralis, Chartres XIIIe siècle. Faire chanter les pierres de la Cathédrale de Chartres. La Maurache. Ensemble Fulbert de Chartres. La Maîtrise du Conservatoire de Chartres. Arion ARN 268428 (2 CD).
- 1998 - [AMA] Sur les Chemins de Saint-Jacques. Ensemble Amadis. Jade 74321 64760-2.
- 1998 - [EUN] The Black Madonna. Pilgrim Songs from the Monastery of Montserrat. Ensemble Unicorn. Michael Posch. Naxos 8.554256.
- 1999 - [UNI] Unica Hispaniae. Alia Mvsica. Miguel Sanchez. Harmonia Mundi HMI 987021.
- 1999 - [AUR] Saint-Jacques de Compostelle. Le Chemin de Compostelle. Aurore. Suisa CD 840.
- 2000 - [WIT] Lux æterna. Les 4 planctus du Codex Las Huelgas - La messe des Défunts grégorienne. Ensemble Witiza. Luis Bárban. Musica Ficta 04/2002-01.
- 2000 - [CJO] Stella splendens. Bois de Cologne y Maria Jonas. Marc Aurel Edition MA 20003.
- 2000 - [DIF] Diferencias - A Journey through Al-Andalus and Hispania. Codex Huelgas, Villancicos. Ensemble Diferencias. Conrad Steinmann. Divox Antiqua CDX-79809.
- 2000 - [ROS] Season of Angels. Harmony of the Spheres. The Rose Ensemble. Rose 00002.
- 2001 - [FOR] Chants de l'amour divin. Chants des monastères féminins. Ensemble Venance Fortunat. Anne-Marie Deschamps. L'Empreinte Digitale ED 13133.
- 2002 - [BES] Bestiario de Cristo. Alia Mvsica. Miguel Sanchez. Harmonia Mundi HMI 987033.
- 2002 - [FLE] Temple of Chastity. Codex Las Huelgas - Music from 13th century Spain. Mille Fleurs. Signum 043.
- 2002 - [LIG] Iberica. Polyphonies sacrées de la péninsule ibérique - XIIIe siècle. Ensemble Ligeriana. Katia Caré. Jade 198 988-2.
- 2002 - [MUA] El cantar de la Conquista de Almería. Música Antigua. Eduardo Paniagua. Pneuma PN-450.
- 2002 - [AN4] La Bele Marie. Songs to the Virgin from 13th-century France. Anonymous 4. Harmonia Mundi HMU 90 7312.
- 2002 - [REN] The Road to Compostela. The Rose Ensemble. Rose 00004.
- 2003 - [NYE] Music of Medieval Love. Women as Performers, Subjects and Composers. New York's Ensemble for Early Music. Frederick Renz. Ex Cathedra EC-9005 (70070-29005-2).
- 2003 - [PAN] El crisol del tiempo. Música Antigua. Eduardo Paniagua. Pneuma PN-470.
- 2004 - [IOC] Media Vita in Morte Sumus. Ein Spiel um die letzten Dinge. Ensemble Ioculatores. Raum Klang RK 9707.
- 2005 - [CLE] La Messe de Tournai - Codex Musical de las Huelgas. Clemencic Consort. Choralschola der Wiener Hofburgkapelle. René Clemencic. Oehms Classics 361.
- 2005 - [OBS] La Fête des Fous. Obsidienne. Emmanuel Bonnardot. Calliope CAL 9344.
- 2005 - [FIG] Lux Feminae (900-1600). Montserrat Figueras et al. Alia Vox AVSA 9847.
- 2005 - [CAT] Delectatio Angeli. Music of love, longing & lament. Catherine Bott and Friends. Hyperion CDA 67549.

- 2011 - [AN4] Secret Voices. Chant & Polyphony From The Huelgas Codex, c.1300. Anonymous 4. Harmonia Mundi HMU 807510.
- 2017 - [ARS] Mulier Misterio. El Códice de las Huelgas. Ars Combinatoria. Canco López. Musaris, Mars 04-12150717.
- 2018 - [DSM] De Santa María. Músicas a la Virgen en la Baja Edad Media. Aquel Trovar. Fonoruz, CDF-2789.
- 2022 - Codex Las Huelgas. Jordi Savall, Hespèrion XXI, La Capella Reial de Catalunya. Alia Vox AVSA9951.[2]